# Arthur Hurst
Arthur Hurst (né le 2 mai 1923 à Toronto et mort en novembre 1993 à Kitchener) est un joueur canadien de hockey sur glace. Lors des Jeux olympiques d'hiver de 1956, il remporte la médaille de bronze.

## Palmarès
- Médaille de bronze aux Jeux olympiques de Cortina d'Ampezzo en 1956